# Токуґава Міцукуні
Токуґава Міцукуні (яп. 徳川 光圀; 11 липня 1628 — 14 січня 1701) , також відомий як Міто Комон (яп. 水戸黄門) — японський даймьо, відомий своїм впливом на політику раннього періоду Едо. Він був третім сином Токуґави Йоріфуса (який, у свою чергу, був одинадцятим сином Токуґави Ієясу) і став його наступником, ставши другим даймьо Міто-хану. 

## Життєпис
Токуґава Міцукуні народився 11 липня 1628 року в Міто-хані, провінція Хітаті, третій син Токуґави Йоріфуса, першого даймьо Міто-хану. Його батько був одинадцятим сином Токуґави Ієясу, засновника і першого сьоґуна сьоґунату Токуґава. Міцукуні було обрано наступником його батька. У віці дев'яти років він пройшов генпуку (церемонію повноліття).
Він відповідав за зібрання вчених Мітоської школи для складання великої японської історії Дай Ніхонґі. У ній Японія була зображена як нація під владою імператора, за аналогією до китайських династій. Це сприяло зростанню націоналізму в пізньому сьоґунаті та пізніше у Міто-хані. Його ім'я в дитинстві було Чомару (長丸), яке згодом стало Чіомацу (千代松). Це ім'я було особисто надане йому його двоюрідним братом і сьоґуном, Токуґавою Ієміцу.
У 1661 році, у віці 34 років, він став даймьо Міто-хану. Він прискорив примусове розділення камі та будд (Сінбуцу бунрі) у 1868 році, наказавши знищити тисячі Буддійських храмів і збудувати принаймні один храму на село (політика "одне село, один храм" (一村一社, іссон іша). У віці 63 років він отримав придворну посаду гон-чунагона, або тимчасового середнього радника. 
Він доручив створити найперший путівник по Камакурі — "Сінпен Камакурасі". Ця книга мала значний вплив на місто в наступні століття, вплив, який продовжується і донині у назвах частин міста, таких як "Сім ходів Камакури", "Десять мостів Камакури" та інших популярних назви, які він вигадав. 